# Anomis ochreifusa
Anomis ochreifusa là một loài bướm đêm trong họ Erebidae.